# Unitat formadora de plaques
La unitat formadora de plaques (UFP o habitualment abreviada PFU de l'anglès plaque-forming unit) és una unitat de mesura indirecta de la quantitat de virus presents en una mostra que permet determinar la concentració en termes de dosi infecciosa. Es tracta una unitat de mesura equivalent a la unitat formadora de colònies tot i que la tècnica emprada, descrita pel grup de Renato Dulbecco i Marguerite Vogt als anys 50, és lleugerament diferent.
S'expressa amb relació a una unitat de volum (habitualment en µL, PFU·µL-1), com a nombre de partícules víriques capaces de formar plaques, és a dir forats sense cèl·lules, per a unitat de volum. Per exemple, quan una solució de virus presenta una concentració de 500 PFU/µl, indica que 1µl de solució conté prou partícules víriques viables (funcionals) per a produir 500 plaques infeccioses en un  cultiu en monocapa de cèl·lules sensibles a aquell virus.

## Metodologia

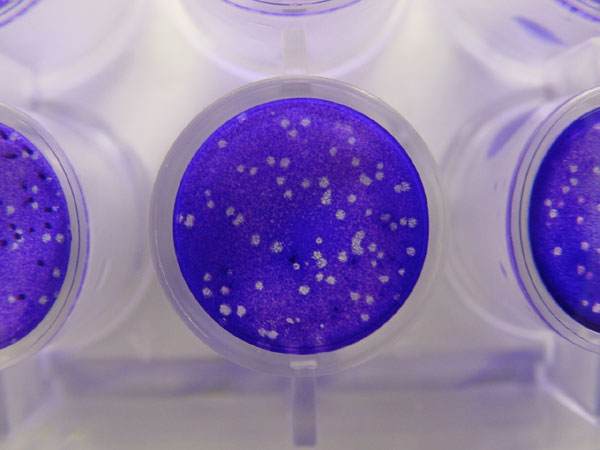
Fotografia de plaques de Petri sembrades amb una monocapa de cèl·lules (tenyides de blau) on es distingeixen perfectament les plaques sobre un cultiu causades per Herpes Simplex Virus.

El mètode estàndard per aquesta tipus de quantificació de la concentració d'un virus es basa en el cultiu en placa. Consisteix en un mètode microbiològic realitzat típicament en  plaques de Petri o plaques multi-well (plaques amb 6, 12, 24 o 96 pouets). En elles es cultiva una línia cel·lular sensible a la infecció per part del virus en estudi que es deixa créixer fins a confluència per a generar una monocapa contínua que recobreixi tota la superfície. Aquest cultiu és infectat amb diferents dilucions del virus en solució i coberta amb un medi semi-sòlid, tipus agar o carboximetil cel·lulosa, per a prevenir la disseminació i infecció indiscriminada per part del virus en solució. Quan una cèl·lula és infectada aquesta es lisa i propaga la infecció a les cèl·lules adjacents a ella on el cicle infecció-lisi-propagació es repeteix. L'àrea infectada crearà un espai buit de cèl·lules envoltada per cèl·lules encara no infectades, que es pot visualitzar al microscopi òptic. La formació de plaques pot trigar entre 3 i 14 dies depenent del virus analitzat. Les plaques es recompten manualment, en general, i els resultats expressats en relació al factor de dilució emprat respecte la mostra original emprat per a preparar aquella placa permeten calcular el nombre de plaques formadores de colònies per unitat de volum (les PFU/ml).

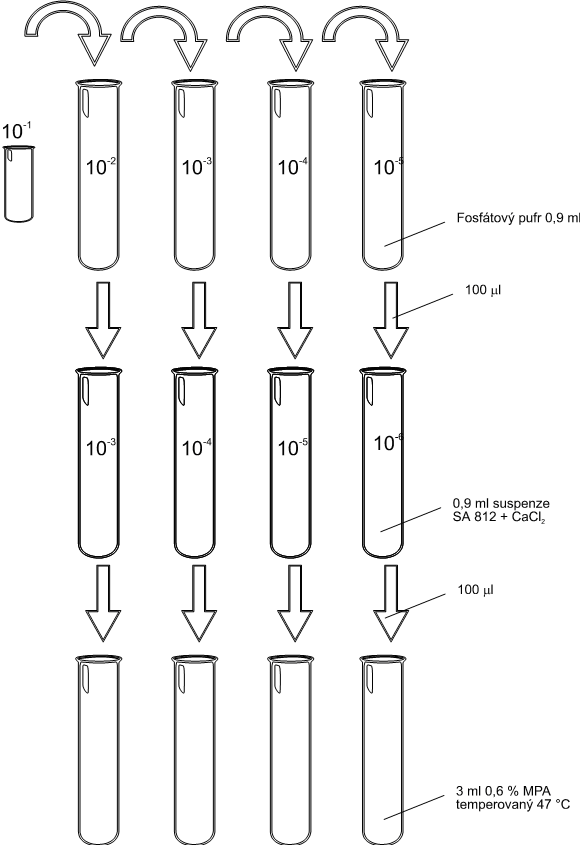
Esquema – Factors de dilució de la solució amb virus original per a assajar al test en placa

### Limitacions
Aquesta mesura representa el nombre de partícules infectives presents a la mostra i es basa en l'assumpció que cada placa formada és representativa d'una única partícula vírica infectiva.
Tal com succeeix amb la unitat formadora de colònies, on no hi ha la certesa absoluta que cada punt o colònia obtinguda provingui d'única cèl·lula bacteriana (formadora de la colònia), en aquest cas tampoc es tracta d'un sistema exacte. Durant el recompte es parteix de l'assumpció que cada placa és originada per una partícula vírica, però pot ser que una placa provingui d'una cèl·lula que ha estat infectada per més d'un virus o d'un parell de cèl·lules adjacents infectades per dues partícules víriques diferents al mateix temps. D'aquí la importància de provar un banc de dilucions prou ampli per reduir la probabilitat que més d'una partícula vírica vagi a parar a la mateix punt. La probabilitat que això succeeixi augmenta quan es treballa amb solucions amb una elevada densitat de virus. Triar la dilució adient reduirà la probabilitat de subestimar la concentració de virus en la solució.
En qualsevol cas, el valor d'aquest mètode és la quantificació és que proporciona una mesura funcional, una mesura de partícules infectives. Aquelles partícules víriques que siguin defectuoses o no siguin capaces d'infectar una cèl·lula diana no produiran una placa i, per tant, no seran comptades. No es tracta en cap cas d'una mesura absoluta de la quantitat total de partícules.

## Tècniques alternatives
Existeixen altres tècniques com la citometria de flux o la  PCR quantitativa (qPCR) que permeten una quantificació exacta de les partícules totals o de les còpies de genoma víric total, respectivament, és a dir, partícules funcionals més partícules no funcionals. La unitat emprada per a la quantificació mitjançant citometria, seria la de partícules víriques per mil·lilitre (vp/mL, de l'anglès viral particles). La quantificació a través de qPCR permet calcular la concentració en còpies del genoma víric per ml, i d'aquí podríem extrapolar-ho a vp/ml, acceptant una possible sobreestimació de la concentració de partícules víriques per la potencial presència de còpies de genoma lliures en solució (no encapsulades dins una partícula vírica).

### Limitacions
Les tècniques de mesura absoluta són molt precises, però no aporten informació sobre la viabilitat de les partícules víriques, és a dir, de la seva capacitat infectiva. El percentatge de partícules víriques funcionals sol ser bastant inferior al total. Es pot tenir una mostra on part de les partícules víriques hagin perdut la capacitat d'infectar una cèl·lula o la capacitat de replicació degut a mutacions genètiques o a una encapsulació defectuosa. Malgrat això seran detectades i quantificades per citometria de flux o per qPCR. Podem tenir còpies de genoma víric no encapsulat i no obstant podran ser detectades amb una qPCR i quantificades com a virus complet.